# Ljubavi, ljubavi
Ljubavi, ljubavi, je šesti album hrvatske popularne pjevačice Maje Blagdan izdan 2001. nakon albuma Ti.
Sastoji se od 10 pjesama:
1. Maria
 
2. Bit ću s njim

3. Ljubavi ljubavi
 
4. E moj ti mali
  
5. Otkako te znam
 
6. Nema šanse
 
7. Ako nemaš srca

8. Zaljubljena

9. Prolaze dani
 
10. prolaze zore
 
11. Sve dan po dan.